# Église Notre-Dame-des-Salces de Saint-Privat
L'église Notre-Dame-des-Salces est une église romane située à Saint-Privat dans le nord du département français de l'Hérault en région Occitanie.

## Localisation

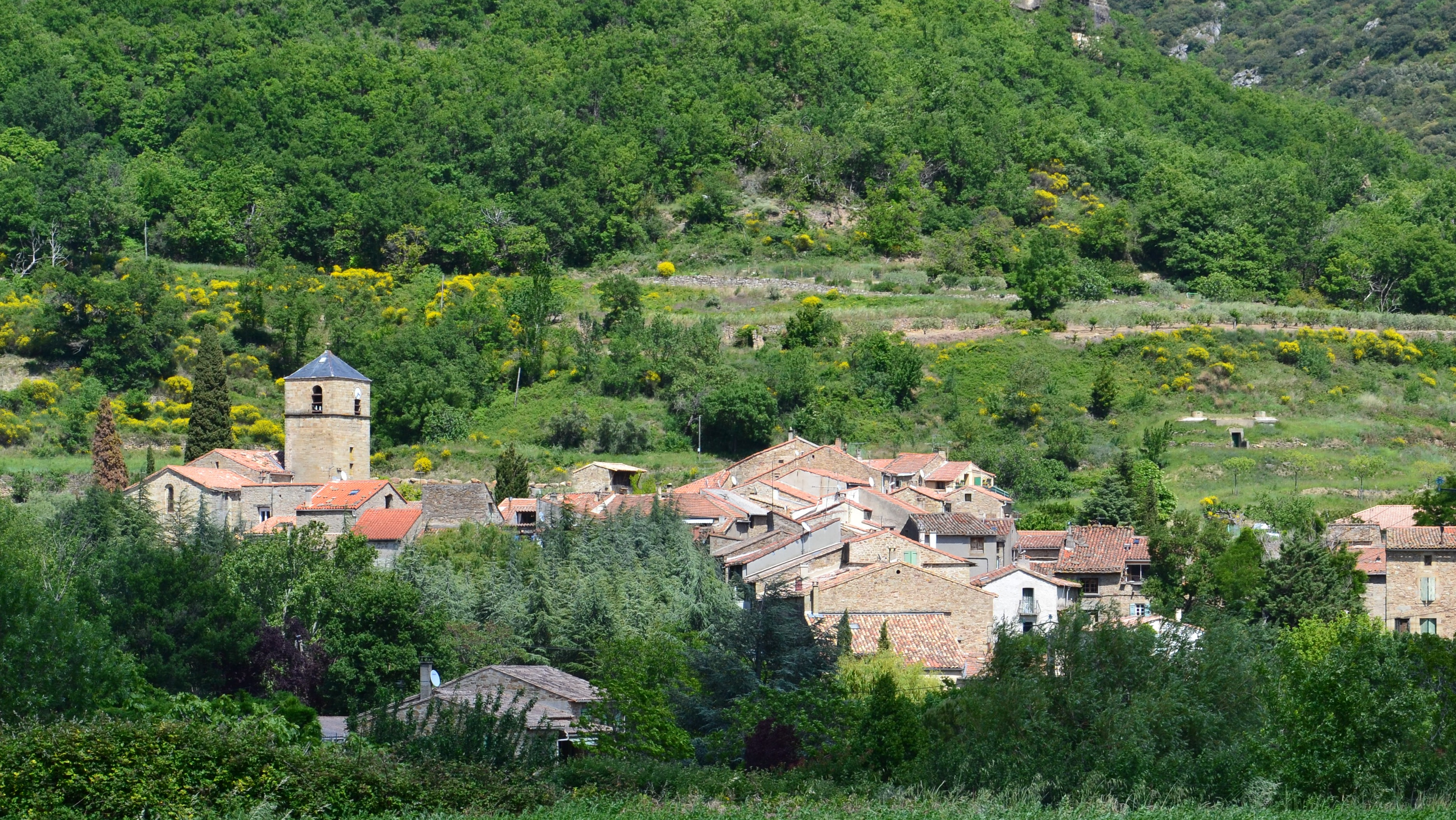
Vue sur le village des Salces.

L'église Notre-Dame-des-Salces se situe au village des Salces, le plus important et le plus oriental des trois villages qui composent la commune de Saint-Privat.

## Historique
Saint-Privat est mentionné dès 1057 sous le nom de Municipium castri de S. Privato puis sous le nom de Decimaria loci S. Privati de Salsis en 1437.
Les parties romanes de l'église Notre-Dame-des-Salces datent de la fin du XIe siècle et du XIIe siècle,.
Le chevet date du XIVe siècle,.

## Statut patrimonial
La nef romane fait l'objet d'un classement au titre des monuments historiques depuis le 4 octobre 1962 tandis que le reste de l'église fait l'objet d'une inscription depuis le 3 décembre 1937.

## Architecture
À l'est, l'église présente un chevet du XIVe siècle, large mais bas, soutenu par de puissants contreforts et couvert de tuiles.
La façade méridionale, flanquée d'un puissant clocher carré couvert d'ardoises, présente un beau portail sud, ainsi qu'une décoration de bandes lombardes comportant des arcatures reposant sur de petits modillons sculptés de motifs géométriques ou anthropomorphes.
À l'intérieur, la nef romane classée présente une voûte en berceau, à trois travées.
Elle présente de plus un portail sud roman, un chevet du XIVe siècle décalé vers le nord et formé d'une coude travée, d'un transept et d'une abside à sept pans, et une cloche datant de 1694.